# 拉瑟弗德陨石坑
拉瑟弗德陨石坑（Rutherfurd）是位于月球正面南半部一座年轻的大撞击坑，约形成于距今11亿年前的哥白尼纪，其名称取自十九世纪美国天文学家，首位对月球进行望远镜拍摄的刘易斯·莫里斯·拉瑟弗德（Lewis Morris Rutherfurd，1816年-1892年），1935年被国际天文学联合会批准接受。

## 描述

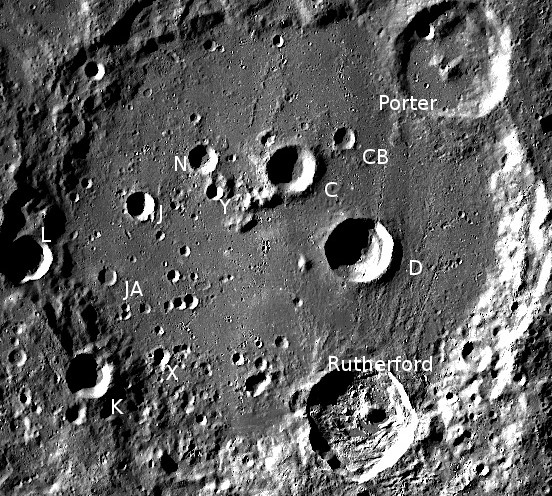
拉瑟弗德陨石坑的周边，月球勘测轨道飞行器，拉丁字母显示了克拉维斯环形山的卫星坑。

该陨坑坐落在极其巨大的克拉维斯环形山东南内壁上，东北偏北毗邻波特环形山、东南偏南靠近齐萨杜斯陨石坑、格林伯格环形山位于它的南面、西南偏南则横亘着布兰卡纳斯环形山。该陨坑中心月面坐标为61°09′S 12°15′W / 61.15°S 12.25°W，直径49.98公里，深度3.12公里。拉瑟弗德陨石坑是组成克拉维斯环形山坑底一串尺寸递减、呈弧形分布的链坑中最大的一座撞击坑，但该链坑中的各撞击坑显示其地质形成期并不一致，因此，该链坑可能是自然随机而成。
拉瑟弗德陨石坑外观大致呈椭圆形，南北方向稍长，几乎未受到侵蚀。西、北二侧坑壁因坐落在克拉维斯环形山内壁上而显得更高，北侧外壁在克拉维斯环形山坑底延伸出一系列辐射状的山脊。拉瑟弗德陨石坑内侧壁则宽度不匀，北侧陡峭而南侧更平缓，沿内壁分布有一些阶地状结构。坑底表面崎岖而形状不规则，散布有大量的小山丘，中心偏东北坐落了一座中央峰。中央峰的位置及地表上长条形喷出物的分布形状，显示该陨坑形成于来自东南方的一次低角度撞击。
拉瑟弗德陨石坑已被月球和行星观测协会（ALPO）列入《带有明亮射纹系统的撞击坑列表》。由于该陨坑的地质龄较短，大部分地表凹凸不平且布满碎岩石，因而，其雷达反射亮度值达到70厘米。

## 卫星陨石坑
按惯例，最靠近拉瑟弗德陨石坑的卫星坑将在月图上以字母标注在该坑的中心点旁。

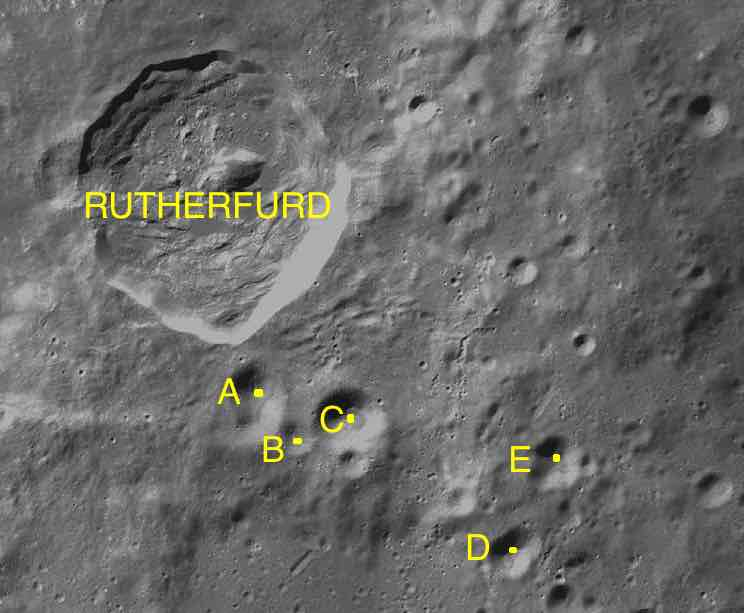
LAC-126 区域图

| 拉瑟弗德 | 纬度    | 经度    | 直径    |
| -------- | ------- | ------- | ------- |
| A        | 62.2° S | 11.9° W | 10 公里 |
| B        | 62.6° S | 11.4° W | 6 公里  |
| C        | 62.5° S | 10.7° W | 14 公里 |
| D        | 63.2° S | 8.8° W  | 8 公里  |
| E        | 62.8° S | 8.3° W  | 9 公里  |

## 另请参阅
- Andersson, L. E.; Whitaker, E. A. . NASA RP-1097. 1982.
- Blue, Jennifer. . USGS. July 25, 2007  [2007-08-05]. （原始内容存档于2019-12-13）.
- Bussey, B.; Spudis, P. . New York: Cambridge University Press. 2004. ISBN 978-0-521-81528-4.
- Cocks, Elijah E.; Cocks, Josiah C. . Tudor Publishers. 1995. ISBN 978-0-936389-27-1.
- McDowell, Jonathan. . Jonathan's Space Report. July 15, 2007  [2007-10-24]. （原始内容存档于2019-06-21）.
- Menzel, D. H.; Minnaert, M.; Levin, B.; Dollfus, A.; Bell, B. . Space Science Reviews. 1971, 12 (2): 136–186. Bibcode:1971SSRv...12..136M. doi:10.1007/BF00171763.
- Moore, Patrick. . Sterling Publishing Co. 2001. ISBN 978-0-304-35469-6.
- Price, Fred W. . Cambridge University Press. 1988. ISBN 978-0-521-33500-3.
- Rükl, Antonín. . Kalmbach Books. 1990. ISBN 978-0-913135-17-4.
- Webb, Rev. T. W.  6th revised. Dover. 1962. ISBN 978-0-486-20917-3.
- Whitaker, Ewen A. . Cambridge University Press. 1999. ISBN 978-0-521-62248-6.
- Wlasuk, Peter T. . Springer. 2000. ISBN 978-1-85233-193-1.